# Tetragonolepis
Tetragonolepis Bronn, 1830 è un genere estinto di pesci ossei, appartenente ai Dapediiformes. Visse tra il Triassico inferiore (Olenekiano, circa 247,2 milioni di anni fa) e il Giurassico inferiore (Toarciano, circa 175,6 milioni di anni fa) e i suoi resti fossili sono stati ritrovati in Europa (Germania, Inghilterra, Italia, Francia, Belgio e Lussemburgo.

## Descrizione
Si trattava di pesci di piccole dimensioni, che generalmente non superavano i 10 cm di lunghezza. La caratteristica più saliente era data dalla forma del corpo: l'aspetto era compatto e la regione addominale era eccezionalmente bassa. L'aspetto discoidale era accentuato dalla forma estremamente compressa lateralmente, che rendeva Tetragonolepis molto più alto che largo. La testa era piccola, mentre la coda era dotata di una pinna omocerca composta da raggi non articolati. Le scaglie che ricoprivano il corpo di Tetragonolepis erano sorprendentemente grandi, di forma rettangolare (da qui il nome generico Tetragonolepis, "scaglia quadrangolare"); nella regione del ventre queste scaglie erano eccezionalmente lunghe, piatte e strette.

## Tassonomia
Tetragonolepis è un rappresentante dei dapediiformi, un gruppo di pesci ossei dalle caratteristiche antiquate, dotati di forti e robuste scaglie, caratteristici dei mari dell'era Mesozoica. Tetragonolepis è affine al genere Dapedium, di poco più grande e vissuto negli stessi ambienti e negli stessi luoghi. I più antichi fossili attribuiti con qualche dubbio a Tetragonolepis provengono dal Triassico inferiore francese (Tetragonolepis monilifer), mentre nel corso del Giurassico inferiore questo genere divenne molto diffuso nei mari europei, diversificandosi in numerose specie: T. discus, T. drosera, T. oldhami e T. semicinctus, quest'ultima caratteristica del giacimento di Holzmaden in Germania. Il genere si estinse nel corso del Giurassico inferiore. 

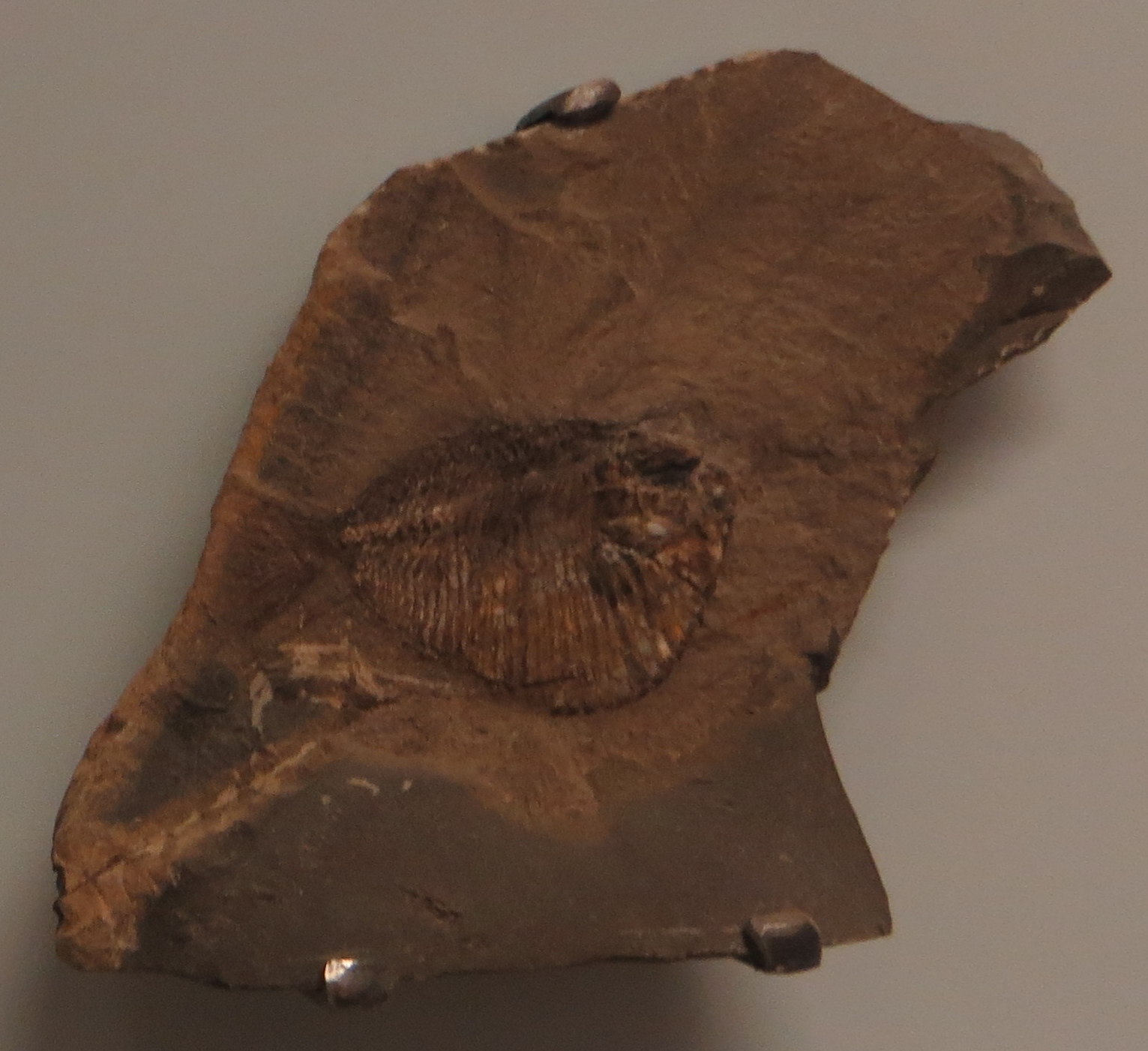
Fossile di Tetragonolepis semicinctus

I resti frammentari di un esemplare gigantesco attribuito a Tetragonolepis (T. eximius) sono stati ritrovati nel giacimento di Solnhofen, in Germania, risalente al Giurassico superiore; la sola coda era lunga 50 centimetri. Attualmente, però, questa specie non è considerata appartenere al genere Tetragonolepis ma a Lepidotes.